# Saint-Symphorien, Lozère
Saint-Symphorien là một xã ở tỉnh Lozère trong vùng Occitanie, phía nam nước Pháp.